# Bernd Riexinger
Bernd Riexinger (nascut el 30 d'octubre del 1955 a Leonberg, Alemanya) és un polític alemany que és l'actual president del partit L'Esquerra d'ençà el 2 de juny del 2012, que va ser escollit juntament amb Katja Kipping. A les eleccions generals del 2017 va ser escollit Membre del Parlament Alemany (Bundestag) per la llista de Baden-Württemberg. Riexinger va tenir una formació de direcció econòmica i va treballar a diferents societats municipals de Leonberg. També va ser el secretari del sindicat Union Linking Initiative dènçà el 1991.